# Neonerita oncisa
Neonerita oncisa är en fjärilsart som beskrevs av Rothschild 1909. Neonerita oncisa ingår i släktet Neonerita och familjen björnspinnare. Inga underarter finns listade i Catalogue of Life.